# Hof am Leithaberge
Hof am Leithaberge ist eine Marktgemeinde mit 1678 Einwohnern (Stand 1. Jänner 2025) im Bezirk Bruck an der Leitha in Niederösterreich.

## Geographie
Hof am Leithaberge liegt im Industrieviertel am Westabhang des Leithagebirges. Die Grenze im Nordwesten bildet die Leitha, die in einer Meereshöhe von 180 Metern fließt. Im Südosten steigt das Land auf über 400 Meter an. Die höchste Erhebung ist der Steinerwegberg mit 443 Metern.
Die Fläche der Marktgemeinde umfasst 22,02 Quadratkilometer. Davon sind 54 Prozent landwirtschaftliche Nutzfläche, 38 Prozent sind bewaldet.

### Gemeindegliederung
| Katastralgemeinden               | Ortschaften in der Gemeinde |
| -------------------------------- | --------------------------- |
| Hof am Leithagebirge (21,99 km²) | Hof am Leithaberge (M)      |
| Legende                          |                             |

| In der Spalte Katastralgemeinden sind sämtliche Katastralgemeinden einer Gemeinde angeführt. In der Klammer ist die jeweilige Fläche in km² angegeben. |
| In der Spalte Ortschaften sind sämtliche von der Statistik Austria erfassten Siedlungen, die auch eine eigene Ortschaftskennziffer aufweisen, angeführt. In der Hierarchieebene derselben Spalte, rechts eingerückt, werden nur Ansiedlungen, die mindestens aus mehreren Häusern bestehen, dargestellt. Die wichtigsten der verwendeten Abkürzungen sind: - M = Hauptort der Gemeinde - Stt = Stadtteil - R = Rotte - W = Weiler - D = Dorf - ZH = Zerstreute Häuser - Sdlg = Siedlung - Hgr = Häusergruppe - E = Einzelgehöft (nur wenn sie eine eigene Ortschaftskennziffer haben) Die komplette Liste der Statistik Austria ist in: Topographische Siedlungskennzeichnung nach STAT Zu beachten ist, dass manche Orte unterschiedliche Schreibweisen haben können. So können sich Katastralgemeinden anders schreiben als gleichnamige Ortschaften bzw. Gemeinden. Quelle: Statistik Austria – |

### Ortsname
Die Bezeichnung sowohl der Marktgemeinde als auch des Ortes lautet .. am Leithaberge, während die Katastralgemeinde den früheren Namen der Gemeinde .. am Leithagebirge trägt. Dies führte zu dem Kuriosum, dass man wenn man bei einer Ortseinfahrt in „Hof am Leithaberge“ einfuhr, bei der Ausfahrt jedoch „Hof am Leithagebirge“ verließ. Auch heute (2010) ist noch keine allgemeine Namensänderung zu erkennen, so wird auf den offiziellen Schriftstücken der eigenen Gemeinde „Hof am Leithaberge“ angeführt, bei diversen anderen Behörden wie Bezirkshauptmannschaft, Landespolizeidirektionen, Finanzamt und auch der Post wird die Gemeinde jedoch als „Hof am Leithagebirge“ bezeichnet.

### Nachbargemeinden

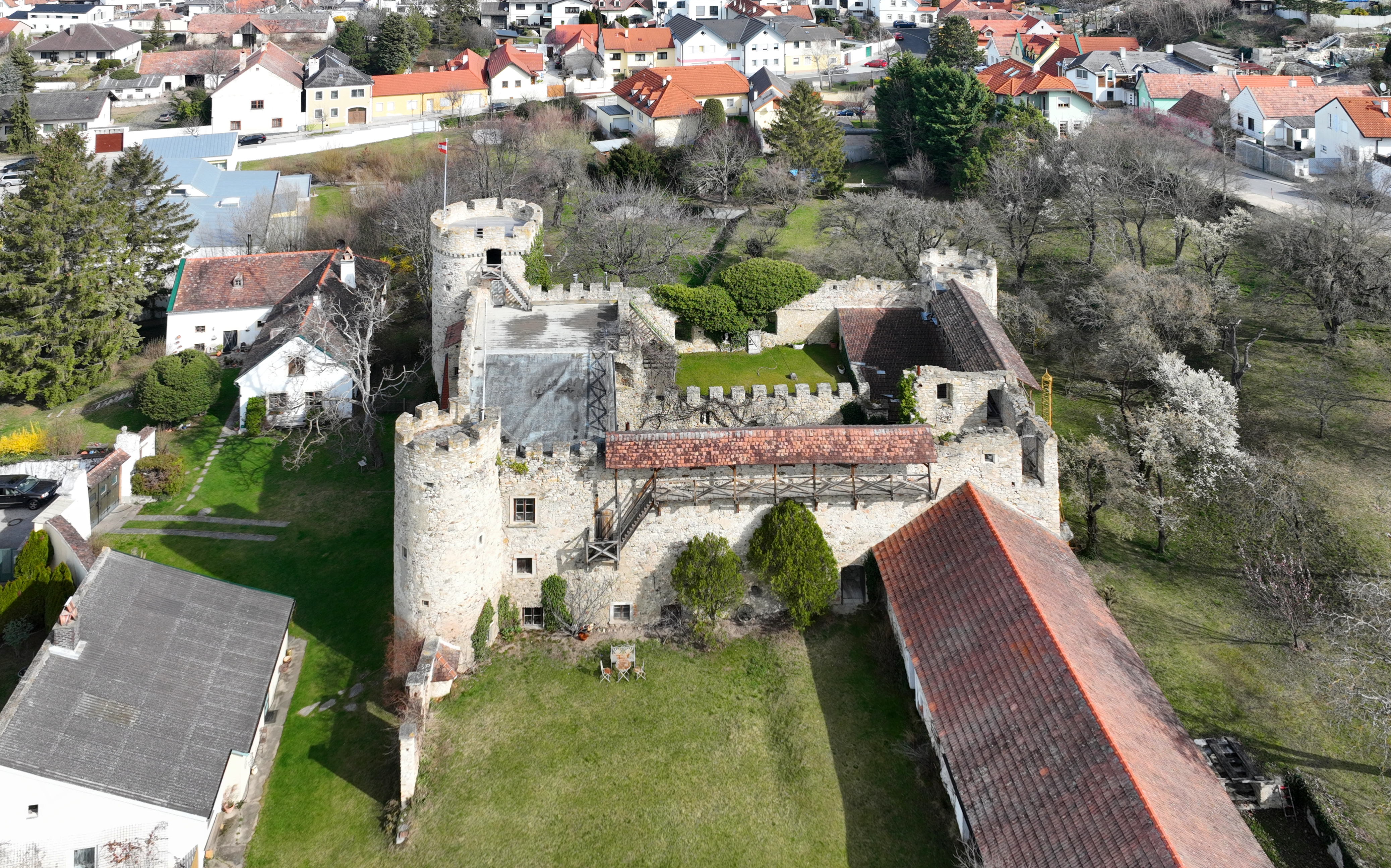
Ruine Turmhof

| Seibersdorf (BN)  | Reisenberg (BN)                             | Mannersdorf am Leithagebirge |
|                   | Kompassrose, die auf Nachbargemeinden zeigt | Purbach, Burgenland          |
| Au am Leithaberge |                                             | Donnerskirchen, Burgenland   |

## Geschichte
Neolithische Steinbeile und Gefäße, die südlich von Mannersdorf gefunden wurden, weisen auf eine Besiedlung in der Jungsteinzeit hin. Die erste urkundliche Erwähnung stammt aus dem Jahr 1208 als villam … Chof. Am Ende des 13. Jahrhunderts wurde in erhöhter Lage die Burg Turmhof errichtet, von der heute nur noch eine Ruine erhalten ist. Die Kirche St. Michael war ursprünglich eine Filialkirche von Leitha-Brodersdorf und wurde 1433 zur Pfarrkirche erhoben. Als nach dem ersten Türkenkrieg viele Häuser leer standen, siedelten sich vertriebene Kroaten an. Im Jahr 1544 gab es nur 31 deutschsprachige Bewohner, die sich alle zum protestantischen Glauben bekannten. Die zugewanderten Kroaten waren katholisch. Im Jahr 1822 wurde der Ort als Markt mit 164 Häusern genannt, der über eine Pfarre und eine Schule verfügte. Die Herrschaft Scharfeneck besaß die Ortsobrigkeit, übte die Landgerichtsbarkeit aus und besorgte die Konskription. Die Untertanen und Grundholde des Ortes gehörten der Herrschaft Hof.

### Einwohnerentwicklung
| Hof am Leithaberge: Einwohnerzahlen von 1869 bis 2025 | Hof am Leithaberge: Einwohnerzahlen von 1869 bis 2025 | Hof am Leithaberge: Einwohnerzahlen von 1869 bis 2025 | Hof am Leithaberge: Einwohnerzahlen von 1869 bis 2025 | Hof am Leithaberge: Einwohnerzahlen von 1869 bis 2025 |
| ----------------------------------------------------- | ----------------------------------------------------- | ----------------------------------------------------- | ----------------------------------------------------- | ----------------------------------------------------- |
| Jahr                                                  |                                                       |                                                       |                                                       | Einwohner                                             |
| 1869                                                  | 1869                                                  |                                                       | 1.158                                                 | 1.158                                                 |
| 1880                                                  | 1880                                                  |                                                       | 1.183                                                 | 1.183                                                 |
| 1890                                                  | 1890                                                  |                                                       | 1.160                                                 | 1.160                                                 |
| 1900                                                  | 1900                                                  |                                                       | 1.274                                                 | 1.274                                                 |
| 1910                                                  | 1910                                                  |                                                       | 1.260                                                 | 1.260                                                 |
| 1923                                                  | 1923                                                  |                                                       | 1.338                                                 | 1.338                                                 |
| 1934                                                  | 1934                                                  |                                                       | 1.333                                                 | 1.333                                                 |
| 1939                                                  | 1939                                                  |                                                       | 1.230                                                 | 1.230                                                 |
| 1951                                                  | 1951                                                  |                                                       | 1.118                                                 | 1.118                                                 |
| 1961                                                  | 1961                                                  |                                                       | 1.082                                                 | 1.082                                                 |
| 1971                                                  | 1971                                                  |                                                       | 1.078                                                 | 1.078                                                 |
| 1981                                                  | 1981                                                  |                                                       | 1.172                                                 | 1.172                                                 |
| 1991                                                  | 1991                                                  |                                                       | 1.309                                                 | 1.309                                                 |
| 2001                                                  | 2001                                                  |                                                       | 1.376                                                 | 1.376                                                 |
| 2011                                                  | 2011                                                  |                                                       | 1.470                                                 | 1.470                                                 |
| 2021                                                  | 2021                                                  |                                                       | 1.590                                                 | 1.590                                                 |
| 2025                                                  | 2025                                                  |                                                       | 1.678                                                 | 1.678                                                 |
| Quelle(n): Statistik Austria, Gebietsstand 1.1.2021   |                                                       |                                                       |                                                       |                                                       |

## Kultur und Sehenswürdigkeiten
- Burgruine Spitzturmhof

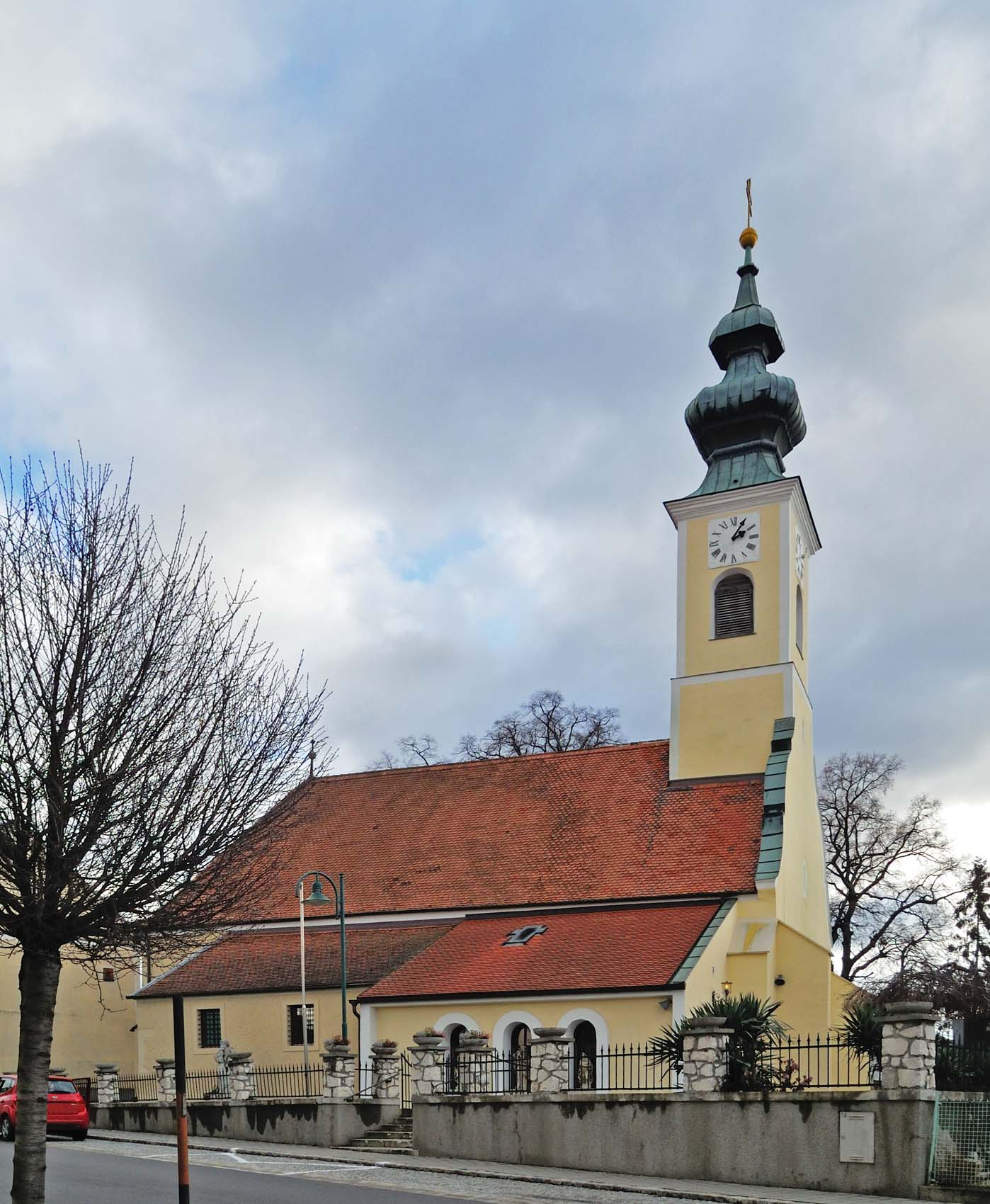
Pfarrkirche Hof am Leithaberge

- Katholische Pfarrkirche Hof am Leithaberge hl. Michael
- Pestsäule auf dem Hauptplatz
- Kaiser-Franz-Joseph-Warte

## Wirtschaft und Infrastruktur
Nichtlandwirtschaftliche Arbeitsstätten gab es im Jahr 2001 46, land- und forstwirtschaftliche Betriebe nach der Erhebung 1999 50. Die Zahl der Erwerbstätigen am Wohnort betrug nach der Volkszählung 2001 665. Die Erwerbsquote lag 2001 bei 48,98 %, Arbeitslose gab es am Ort im Jahresdurchschnitt 2003 27.

### Öffentliche Einrichtungen
In Hof befindet sich ein Kindergarten und eine Volksschule.

## Politik

### Gemeinderat
Der Gemeinderat hat 19 Mitglieder.
- Nach den Gemeinderatswahlen in Niederösterreich 1990 hatte der Gemeinderat folgende Verteilung: 11 ÖVP und 8 SPÖ.
- Nach den Gemeinderatswahlen in Niederösterreich 1995 hatte der Gemeinderat folgende Verteilung: 10 SPÖ, 8 ÖVP und 1 MFH–Miteinander für Hof.[8]
- Nach den Gemeinderatswahlen in Niederösterreich 2000 hatte der Gemeinderat folgende Verteilung: 10 ÖVP, 7 SPÖ, 1 FPÖ und 1 MFH–Miteinander für Hof.[9]
- Nach den Gemeinderatswahlen in Niederösterreich 2005 hatte der Gemeinderat folgende Verteilung: 12 ÖVP, 6 SPÖ und 1 FPÖ.[10]
- Nach den Gemeinderatswahlen in Niederösterreich 2010 hatte der Gemeinderat folgende Verteilung: 10 ÖVP, 5 SPÖ, 3 BIHOF–Bürger Initiative Hof und 1 FPÖ.[11]
- Nach den Gemeinderatswahlen in Niederösterreich 2015 hatte der Gemeinderat folgende Verteilung: 9 ÖVP, 5 SPÖ, 4 HOF–Bürgerliste Hof und 1 FPÖ.[12]
- Nach den Gemeinderatswahlen in Niederösterreich 2020 hatte der Gemeinderat folgende Verteilung: 11 ÖVP, 4 SPÖ, 2 HOF und 2 FPÖ.[13]
- Nach den Gemeinderatswahlen in Niederösterreich 2025 hat der Gemeinderat folgende Verteilung: 10 ÖVP, 5 HOF und 4 FPÖ.[14]

### Bürgermeister
- 2000 bis 2018 Hubert Germershausen (ÖVP)[15]
- seit 2018 Felix Medwenitsch (ÖVP)

## Persönlichkeiten

### Söhne und Töchter der Marktgemeinde
- Philipp Weszdin (1748–1806), unbeschuhter Karmelit (OCD), Sprachforscher, Missionar in Indien
- Franz Schmid (1877–1953), NSDAP-Politiker und Postamtsdirektor
- Anna Medwenitsch (1907–2018), Supercentenarian und Landwirtin

## Historische Landkarten

Hof und seine Umgebung um 1873 (Aufnahmeblätter der Landesaufnahme)
Der Ortskern von Hof (rechts unten) und westliche Umgebung, 1:12.500
Nordosten von Hof Richtung Kaisersteinbruch, 1:12.500
Südosten Richtung Donnerskirchen und Purbach, 1:25.000 (Rayon des Brucker Lagers nur schematisch, siehe die Darstellung im Maßstab 1:12.500)